# Głużek
Głużek – wieś sołecka w Polsce położona w województwie mazowieckim, w powiecie mławskim, w gminie Wiśniewo. Obok wsi przepływa rzeczka Seracz, dopływ Mławki.
| SIMC    | Nazwa          | Rodzaj    |
| ------- | -------------- | --------- |
| 0129550 | Głużek-Kolonia | część wsi |
| 0129567 | Michałowo      | część wsi |

W latach 1975–1998 miejscowość administracyjnie należała do województwa ciechanowskiego.
Pochodził stąd wybitny etnograf i popularyzator sztuki kurpiowskiej, ks. Władysław Skierkowski.